# 楊井立夫
楊井 立夫（やぎい たつお、1934年1月22日 - 2019年4月1日）は、日本の経営者。岩谷産業社長を務めた。

## 経歴・人物
大阪府出身。1955年に浪速大学工業短期大学部(現在の大阪府立大学工業短期大学部)を卒業し、同年に岩谷産業に入社した。1981年2月に取締役に就任し、1985年3月に常務、1990年6月に専務、1995年4月に副社長を経て、1998年6月に社長に就任し、2000年4月までに務めた。
2019年4月1日直腸がんのために死去。85歳没。